# Galisancho
Galisancho es un municipio y localidad española de la provincia de Salamanca, en la comunidad autónoma de Castilla y León. Se integra dentro de la comarca de la Tierra de Alba. Pertenece al partido judicial de Salamanca y a la Mancomunidad Tierras del Tormes.
Su término municipal está formado por las localidades de Carmeldo, Cártala, Galisancho, Santa Inés y Santa Teresa, ocupa una superficie total de 22,85 km² y según el padrón municipal elaborado por el INE en el año 2017, cuenta con una población de 402 habitantes.

## Etimología
La primera forma con las que aparece documentada la localidad data del 9 de junio de 1220, en un escrito de intercambio de propiedades dado entre el obispo salmantino y el Cabildo catedralicio, realizado en San Pelayo de Cañedo, en el cual se menciona al actual Galisancho con la denominación de Galinsancho. Este topónimo podría haber surgido como apocopación del nombre compuesto "Galindo Sancho", que habría derivado en un primer momento hacia "Galinsancho" y posteriormente a "Galisancho", de un modo similar a la evolución del topónimo Galinduste desde Galindo Yuste.

## Historia
Su fundación se remonta a la repoblación efectuada por los reyes de León en la Edad Media, denominándose entonces Galind Sancholo, quedando integrado en el cuarto de Cantalberque de la jurisdicción de Alba de Tormes, dentro del Reino de León, teniendo en el siglo XV el nombre de Galinsancho. En cuanto a las pedanías, Cartala y Santa Teresa ya existían en el siglo XIII, denominándose entonces Muno Cartala y Verzemuele. Con la creación de las actuales provincias en 1833, Galisancho quedó encuadrado en la provincia de Salamanca, dentro de la Región Leonesa, formando parte del partido judicial de Alba de Tormes hasta la desaparición de este y su integración en el de Salamanca.

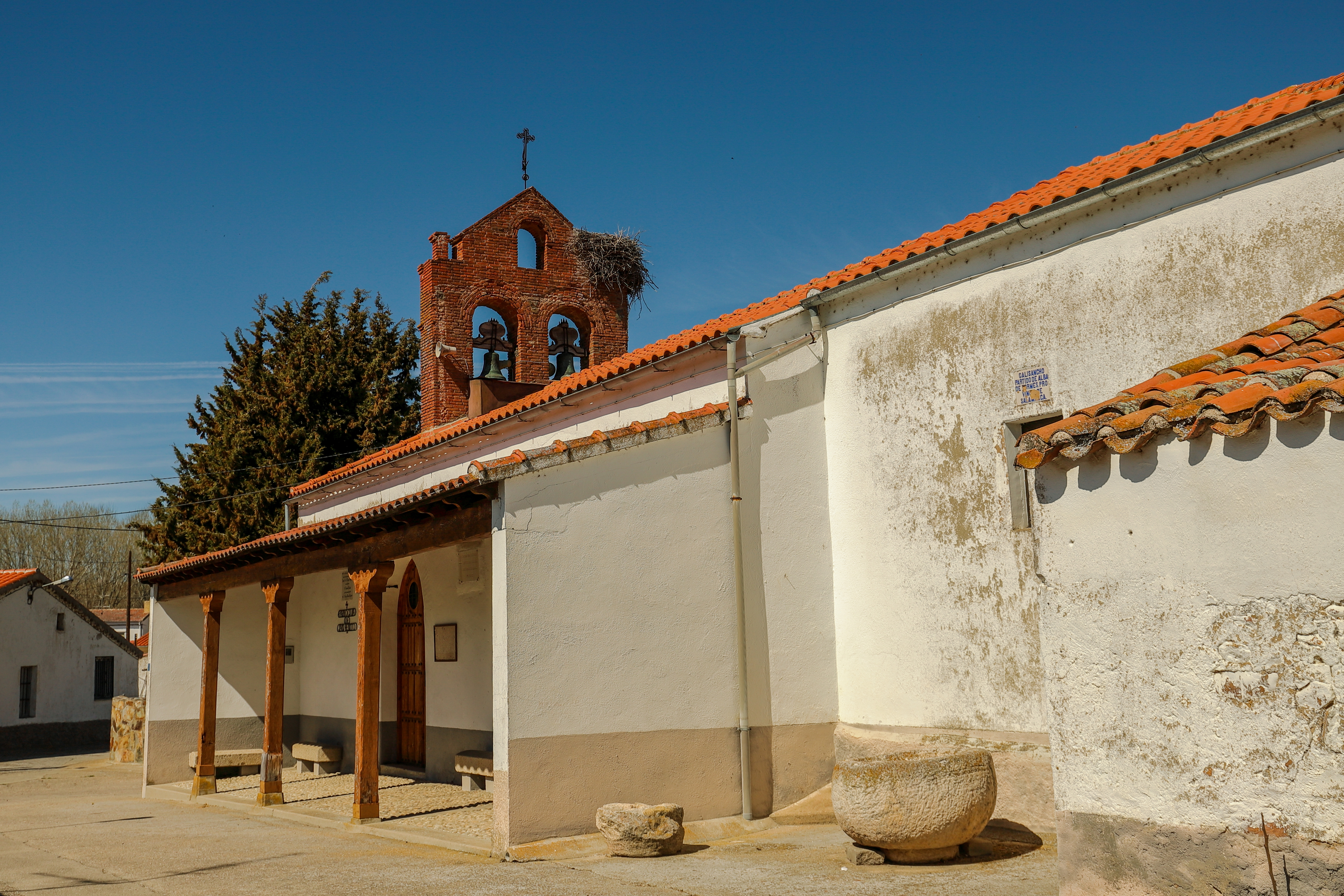
Iglesia de San Benito.

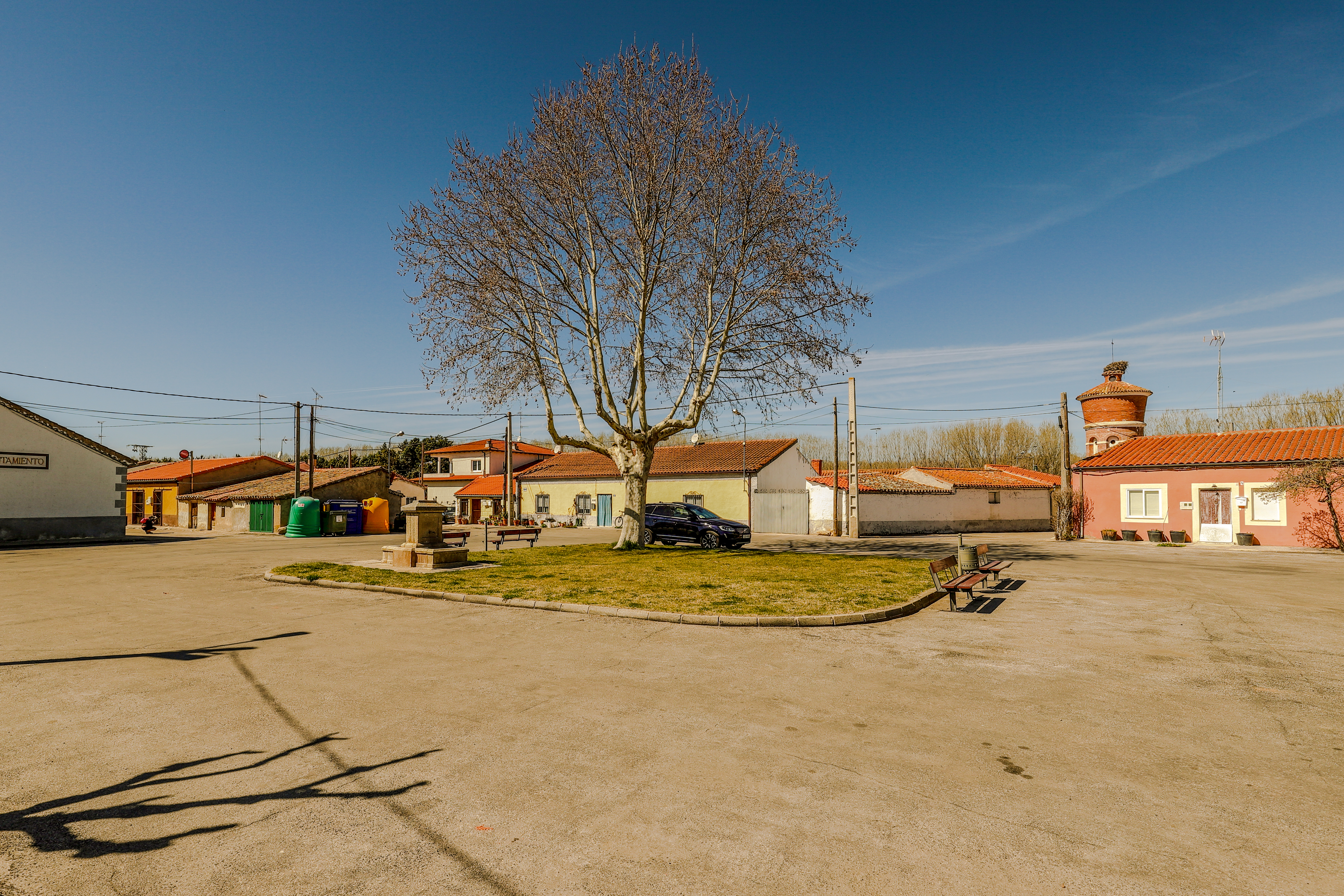
Plaza.

## Geografía humana

### Demografía
Cuenta con una población de 325 habitantes (INE 2024).
| Gráfica de evolución demográfica de Galisancho entre 1842 y 2021                                                      |
| |
| Población de derecho según los censos de población del INE. Población de hecho según los censos de población del INE. |

Hasta los años 50 Galisancho era un pequeño municipio de unos 350 habitantes, pero durante los años 50 sufre un gran crecimiento gracias a la construcción de dos localidades de colonización, como se llamaron entonces, dentro del plan de transformación de la tierra realizado por el Instituto Nacional de Colonización. Estas localidades fueron Santa Teresa y Santa Inés.
Estas localidades doblaron la población del municipio, llegando a tener hasta 785 habitantes en los 90, y superando en población a la localidad principal. Desde entonces el municipio está sufriendo una fuerte regresión demográfica debida al éxodo de sus habitantes por la falta de salidas laborales en el municipio.

### Núcleos de población
El municipio se divide en varios núcleos de población, que poseen la siguiente población según el INE.
| Núcleo de población | Población |
| ------------------- | --------- |
| Santa Teresa        | 195       |
| Santa Inés          | 103       |
| Galisancho          | 75        |
| Carmeldo            | 4         |
| Cártala             | 1         |

### Transporte
El municipio cuenta con tres núcleos diferentes que están bien comunicados por carretera, discurriendo a través de Santa Inés y el pueblo original de Galisancho la DSA-130 que los une con Galinduste y Armenteros en dirección sur y con Alba de Tormes hacia el norte. En cuanto a Santa Teresa se refiere una carretera local asfaltada conecta con la mencionada DSA-130 en dirección noreste y a través de un puente sobre el río Tormes se accede a Fresno Alhándiga, dónde convergen la SA-114 que permite acceder a Alba de Tormes desde la otra orilla del río y la carretera nacional N-630 que une Gijón con Sevilla, además del acceso a la autovía Ruta de la Plata, de idéntico recorrido a la nacional. 
En cuanto al transporte público se refiere, tras el cierre de la ruta ferroviaria de la Vía de la Plata, que pasaba por el municipio de La Maya y contaba con estación en el mismo, no existen servicios de tren en el municipio ni en los vecinos, ni tampoco línea regular con servicio de autobús. Por otro lado el aeropuerto de Salamanca es el más cercano, estando a unos 27 km de distancia.

## Administración y política
| Partido político                         | 2019  | 2019  | 2019       | 2015  | 2015  | 2015       | 2011  | 2011  | 2011       | 2007  | 2007  | 2007       | 2003  | 2003  | 2003       |
| Partido político                         | %     | Votos | Concejales | %     | Votos | Concejales | %     | Votos | Concejales | %     | Votos | Concejales | %     | Votos | Concejales |
| Partido Popular (PP)                     | 54,01 | 148   | 4          | 59,93 | 169   | 4          | 55,56 | 180   | 4          | 66,37 | 221   | 5          | 64,40 | 237   | 5          |
| Partido Socialista Obrero Español (PSOE) | 27,01 | 74    | 2          | 38,30 | 108   | 3          | 41,98 | 136   | 3          | 32,43 | 108   | 2          | 34,51 | 127   | 2          |
| Izquierda Unida (IU)                     | 18,25 | 50    | 1          | —     | —     | —          | —     | —     | —          | —     | —     | —          | —     | —     | —          |